# Karel van Mander III

Autoritratto con la sua famiglia

Karel van Mander III (Delft, 1609 – 1670) è stato un pittore olandese del secolo d'oro, pronipote di Karel van Mander.

## Biografia
Secondo Arnold Houbraken, che lo confuse con suo padre, Karel van Mander il Giovane, imparò a dipingere da suo padre e divenne un buon ritrattista. Il suo ritratto di Cristiano IV di Danimarca venne onorato da un poema di Joost van den Vondel. Il suo ritratto di Vondel con i capelli grigi, dello stesso anno, venne premiato con un poema di Vondel.
Secondo RKD fu allievo di suo padre e fu influenzato da Frans Hals. Lavorò a Copenaghen nel 1631 e viaggiò in Italia dal 1635 al 1638. Quando tornò al nord si stabilì a Copenaghen in compagnia di Abraham Wuchters. Venne registrato ad Amsterdam nel 1657 (probabilmente a causa del dipinto menzionato da Vondel). e morì a Copenaghen.